# The Singles 81–85
The Singles 81–85 är ett samlingsalbum med Depeche Mode, släppt den 15 november 1985. Albumet återutgavs 1998.

## Låtlista
1. Dreaming of Me (3:46)
2. New Life (3:45)
3. Just Can't Get Enough (3:44)
4. See You (3:57)
5. The Meaning of Love (3:05)
6. Leave in Silence (4:02)
7. Get the Balance Right! (3:15)
8. Everything Counts (3:59)
9. Love, in Itself (4:00)
10. People Are People (3:46)
11. Master and Servant (3:47)
12. Blasphemous Rumours (5:09)
13. Somebody (4:22)
14. Shake the Disease (4:49)
15. It's Called a Heart (3:51)

## Re-released edition (1998)
The Singles 81>85 (Re-Released) är ett samlingsalbum med Depeche Mode, släppt den 18 januari 1998.

## Låtlista
1. Dreaming of Me (3:46)
2. New Life (3:45)
3. Just Can't Get Enough (3:44)
4. See You (3:57)
5. The Meaning of Love (3:05)
6. Leave in Silence (4:02)
7. Get the Balance Right! (3:15)
8. Everything Counts (3:59)
9. Love, in Itself (4:00)
10. People Are People (3:46)
11. Master and Servant (3:47)
12. Blasphemous Rumours (5:09)
13. Somebody (4:22)
14. Shake the Disease (4:49)
15. It's Called a Heart (3:51)
16. Photographic (Some Bizzare Version) (3:13) (bonusspår på 1998 års utgåva)
17. Just Can't Get Enough (Schizo Mix) (6:46) (bonusspår på 1998 års utgåva)